# Stora Finnsjön, Småland
Stora Finnsjön är en sjö i Växjö kommun i Småland och ingår i Ronnebyåns huvudavrinningsområde. Sjön har en area på 0,111 kvadratkilometer och ligger 167 meter över havet.

## Delavrinningsområde
Stora Finnsjön ingår i det delavrinningsområde (629027-145978) som SMHI kallar för Utloppet av Rottnen. Medelhöjden är 168 meter över havet och ytan är 135,91 kvadratkilometer. Räknas de 2 avrinningsområdena uppströms in blir den ackumulerade arean 245,61 kvadratkilometer. Avrinningsområdets utflöde Ronnebyån mynnar i havet. Avrinningsområdet består mestadels av skog (66 %). Avrinningsområdet har 33,34 kvadratkilometer vattenytor vilket ger det en sjöprocent på 24,5 %. Bebyggelsen i området täcker en yta av 2,44 kvadratkilometer eller 2 % av avrinningsområdet.